# مرنات
الموقع 
مرنات تعتبر من أكبر جزر حجر العسل وتمتد لاكثر من عشرة كيلو متر من مدينى جنوبا وحتى جزيرة نقذو شمالا مع تفرع ثلاثة جزر ثانوية وهي جزيرة اونى وارن ودقرمس 
السكان: 
الشريف على الهندي أول َمن سكن المنطقة من قبيلة العبدلاب الديوماب الذين ينتسبون الي ديومة.      
ابن عبد الله جماع الذي ينتهى نسبه ل علي بن أبي طالب
مقابر الشريف ود الهندي:
تعتبر مقابر الشريف علي ود الهندي من أقدم المقابر في منطقة حجر العسل وتقع إلى الغرب من قرية الديوماب الحالية وشرق جزيرة مرنات ووابور صالح ودعمر وحريقة وتنسب للشريف على ود الهندي المدفون فيها وقد ذكره ود ضيف الله في طبقاته باسم الشيخ على ود الهندي صاحب القبة المقابلة مرنات . وتعتبر مقابر ود الهندي المدافن الرئيسية لعدد كبير من قرى منطقة حجر العسل حيث يدفن فيها موتاهم سكان الديوماب وأبوطليح وأبوقيدوم وغريقانة وحلة عمر والبنكارى وحلة دكين وغيرها من القرى القريبة من المقابر وسابقا كان أهل اللديات وديوماب الكندرية أيضا يدفنون فيها موتاهم والمقبرة مساحتها ليست كبيرة كما أنها قليلة الخدمات وبسبب زيادة القبور أصبحت على مقربة من مساكن القرية ولم يعد هناك فاصل أو حد للمقابر من المساكن رغما عن توفر الخدمات بالمنطقة . وهي أقدم من كل القرى حولها ويقال أن الشيخ حسن ود حسونة جاء للشيخ ود الهندي وقد وجده كبيرا في السن هرما وإن صح هذا الكلام فإنه يعنى أن عمر المقابر تجاوز الخمسمائة عام مما يعنى أن بها معظم أو كل آباء سكان المناطق التي ذكرتها سابقا وهي بهذا تعتبر تراثا مما يتطلب حمايتها وتسويرها للفصل بينها والطريق العابر للسيارات. 